# Шарбан
Шарбан (алб. Sharban) је насељено место у граду Приштини, на Косову и Метохији. Према попису из 2024. у насељу је живело 202 становника.

## Становништво
Према попису из 2011. године, Шарбан има следећи етнички састав становништва:
| Националност | 2011.        |
| Албанци      | 316 (99,68%) |
| недоступно   | 1 (0,32%)    |
| Укупно       | 317          |

| Демографија | Демографија | Демографија |
| Година      | Становника  | Становника  |
| ----------- | ----------- | ----------- |
| 1948.       | 497         |             |
| 1953.       | 573         |             |
| 1961.       | 629         |             |
| 1971.       | 715         |             |
| 1981.       | 886         |             |
| 1991.       | 893         |             |
| 2011.       | 317         |             |